# Phaeoceros squamuligerus
Phaeoceros squamuligerus là một loài rêu trong họ Anthocerotaceae. Loài này được Spruce Hässel de Menéndez mô tả khoa học đầu tiên năm 1989.